# Gephyrochromis moorii
Gephyrochromis moorii es una especie de peces de la familia Cichlidae en el orden de los Perciformes.

## Morfología
Los machos pueden llegar alcanzar los 12 cm de longitud total.

## Hábitat
Es una especie de clima tropical entre 24 y 26 °C  de temperatura.

## Distribución geográfica
Se encuentran en África:  lago Malawi.